# Achthophora lumawigi
Achthophora lumawigi är en skalbaggsart som beskrevs av Stefan von Breuning 1980. Achthophora lumawigi ingår i släktet Achthophora och familjen långhorningar.
Artens utbredningsområde är Filippinerna. Inga underarter finns listade i Catalogue of Life.